# 阿姆比卡纳加拉
阿姆比卡纳加拉（Ambikanagara），是印度卡纳塔克邦Uttara Kannada县的一个城镇。总人口4848（2001年）。

## 人口
该地2001年总人口4848人，其中男性2481人，女性2367人；0—6岁人口422人，其中男234人，女188人；识字率75.14%，其中男性为80.73%，女性为69.29%。